# غالية لاكروا
غاليا لاكروا (بالفرنسية: Ghalya Lacroix)‏ ممثلة وكاتبة ومنتجة فرنسية - تونسية. ولدت في سيدي بو سعيد بتونس

## فيلموغرافيا
- 1991: بزناس لنوري بوزيد : ممثلة
- 1993 : صمت القصور لمفيدة التلاتلي : ممثلة
- 1995 : فور ايفر موزارت جان-لوك غودار :ممثلة
- 2000 : غلطة فولتير لعبد اللطيف كشيش: مستشار فني
- 2003 : لسكيف لعبد اللطيف كشيش: مونتاج، كتابة مسرحية
- 2006 : كسكسي بالبوري لعبد اللطيف كشيش : مونتاج، كتابة مسرحية
- 2009 : فينوس الأسود لعبد اللطيف كشيش : مونتاج، كتابة مسرحية
- 2012 :  حياة أديل لعبد اللطيف كشيش : مونتاج، سيناريو و كتابة مسرحية  للفصول 1 و 2
- 2015 : نحبك هادي ل محمد بن عطية : مونتاج

## المميزات

### الجوائز
- جائزة سيزر لأفضل كاتب سيناريو سنة 2005 عن فيلم   لسكيف (L'Esquive)

## وصلات خارجية
- غالية لاكروا على موقع IMDb (الإنجليزية)
- غالية لاكروا على موقع قاعدة بيانات الأفلام العربية
- غالية لاكروا على موقع ألو سيني (الفرنسية)
- غالية لاكروا على موقع قاعدة بيانات الفيلم (الإنجليزية)
- Ghalya Lacroix sur le site d'Unifrance